# Coupe de Tunisie de football 1926-1927
Navigation
Coupe de Tunisie 1925-1926 Coupe de Tunisie 1929-1930
La Coupe de Tunisie de football 1926-1927 est la 5e édition de la coupe de Tunisie, une compétition à élimination directe mettant aux prises l’ensemble des clubs évoluant en Tunisie. Elle est organisée par la Ligue de Tunisie de football (LTFA).

## Résultats

### Premier tour préliminaire
- Union goulettoise - Football Club sioniste : 2 - 1
- Club africain - Espérance sportive : 1 - 0
- Union sportive de Mutuelleville bat Union athlétique tebourbienne
- Avant-garde de Tunis - Italia de Tunis : 5 - 1
- Jeanne d'Arc (Tunis) - Kram olympique : 2 - 1
- Club sportif des cheminots de Sousse bat Red Star de Sousse
- Sfax railway sport bat La Sfaxienne
- Sfax olympique - Jeunesse sportive sfaxienne : 2 - 1

### Deuxième tour éliminatoire
- Club africain - Union sportive de Mutuelleville : 3 - 0
- Avant-garde de Tunis - Club sportif du Belvédère : 2 - 0
- Savoia de Sousse bat Club sportif des cheminots de Sousse
- Sfax olympique - Sfax railway sport : 5 - 2
- Football Club bizertin bat Audace de Bizerte
- Racing Club de Tunis - Lutins de Tunis : 7 - 1
- Union sportive tunisienne bat  Association sportive du Bardo
- Métlaoui Sports bat Jeunesse sportive de Métlaoui

### Huitièmes de finale
| Équipe 1                    | Équipe 2                   | Score 90' |
| Racing Club de Tunis        | Union sportive béjoise     | 6 - 0     |
| Sporting Club de Tunis      | Jeanne d'Arc (Tunis)       | 9 - 1     |
| Football Club bizertin      | Savoia de Sousse           | 3 - 2     |
| Avant-garde de Tunis        | Jeunesse de Hammam Lif     | 2 - 0     |
| Sfax olympique              | Métlaoui Sports            | 3 - 1     |
| Sporting Club de Ferryville | Club africain              | 13 - 0    |
| Union sportive tunisienne   | Union goulettoise          | 3 - 1     |
| Stade gaulois               | Club sportif des cheminots | 3 - 2     |

### Quarts de finale
| Équipe 1               | Équipe 2                    | Score 90' |
| Racing Club de Tunis   | Sporting Club de Ferryville | 1 - 0     |
| Sporting Club de Tunis | Union sportive tunisienne   | 3 - 1     |
| Stade gaulois          | Football Club bizertin      | 1 - 0     |
| Avant-garde de Tunis   | Sfax olympique              | 2 - 1     |

### Demi-finales
| Équipe 1               | Équipe 2             | Score 90'        |
| Sporting Club de Tunis | Avant-garde de Tunis | 1 - 0            |
| Stade gaulois          | Racing Club de Tunis | 3 - 3 puis 1 - 0 |

### Finale
| Date            | Équipe 1      | Équipe 2               | Score 90' |
| 13 février 1927 | Stade gaulois | Sporting Club de Tunis | 2 - 0     |